# Trévignin
Trévignin – miejscowość i gmina we Francji, w regionie Owernia-Rodan-Alpy, w departamencie Sabaudia.
Według danych na rok 1990 gminę zamieszkiwało 459 osób, a gęstość zaludnienia wynosiła 67 osób/km² (wśród 2880 gmin regionu Rodan-Alpy Trévignin plasuje się na 1182. miejscu pod względem liczby ludności, natomiast pod względem powierzchni na miejscu 1369.).